# John Iley
 (juillet 2019).
Si vous disposez d'ouvrages ou d'articles de référence ou si vous connaissez des sites web de qualité traitant du thème abordé ici, merci de compléter l'article en donnant les références utiles à sa vérifiabilité et en les liant à la section « Notes et références ».
John Iley est un ingénieur aérodynamicien anglais.

## Biographie
Tout comme Tim Goss et Mark Williams, ses collègues chez McLaren, il est diplômé de l'Imperial College de Londres.
À ses premières heures, il travaille essentiellement sur l'analyse des données durant les tests de prototypes en soufflerie. Il est par la suite engagé par la société britannique de design Brun Technics qui a conçu, en 1990, la Brun-Judd C91 de l'écurie Brun Motorsport.
Début 1991, il est embauché pour dessiner l'Allard J2X puis, en 1995 il est aérodynamicien chez Jordan Grand Prix. Après trois ans, il prend la tête du département. En 2002, il quitte Jordan pour suivre Mike Gascoyne au sein du Renault F1 Team. En 2004, il est recruté par la Scuderia Ferrari. Il connaît trois saisons de succès avec deux titres de champion des constructeurs et un titre pilote. L'échec de la Ferrari F60, en 2009, le conduit à rejoindre McLaren Racing en tant que chef du département aérodynamique ; il quitte Mclaren à la fin 2011.